# John Fedorowicz
John Peter Fedorowicz (ur. 27 września 1958 w Nowym Jorku) – amerykański szachista, arcymistrz od 1986 roku.

## Kariera szachowa
Szachami zainteresował się w wieku nastoletnim, zainspirowany rozegranym w roku 1972 meczem o mistrzostwo świata pomiędzy Borysem Spasskim i Bobby Fischerem. W niedługim czasie awansował do czołówki amerykańskich juniorów, dwukrotnie zdobywając (w latach 1977 i 1978) tytuły mistrza kraju. W 1980 zwyciężył (wraz z Florinem Gheorghiu) w turnieju US Open. W 1984 podzielił III miejsce w mistrzostwach Stanów Zjednoczonych, na przełomie 1984/85 podzielił II miejsce w Hastings, zaś w 1986 był II w Dortmundzie. W tym samym roku wystąpił w narodowym zespole na olimpiadzie w Dubaju, zdobywając na IV szachownicy 8 pkt w 10 partiach i walnie przyczyniając się zdobycia przez drużynę brązowego medalu<. W 1987 triumfował w Cannes oraz Sesimbrze. W 1989 zwyciężył w otwartym turnieju w Nowym Jorku oraz wystąpił w Lucernie na drużynowych mistrzostwach świata. Rok później zajął I miejsce w Wijk aan Zee oraz po raz drugi wystąpił w składzie drużyny amerykańskiej, która na olimpiadzie w Nowym Sadzie zdobyła srebrny medal (ponownie był najlepszym zawodnikiem zespołu, zdobywając 6 pkt w 9 partiach). W roku 2003 podzielił II miejsce w mistrzostwach Stanów Zjednoczonych, rozegranych w Seattle.
Najwyższy ranking w karierze osiągnął 1 stycznia 1999, z wynikiem 2574 punktów zajmował wówczas 12. miejsce wśród amerykańskich szachistów.
W 1996 był sekundantem Gaty Kamskiego w trakcie jego meczu o mistrzostwo świata z Anatolijem Karpowem. Rok później należał do zespołu, który przygotował bibliotekę debiutową dla Deep Blue w meczu przeciwko Garriemu Kasparowowi.